# C-3PO

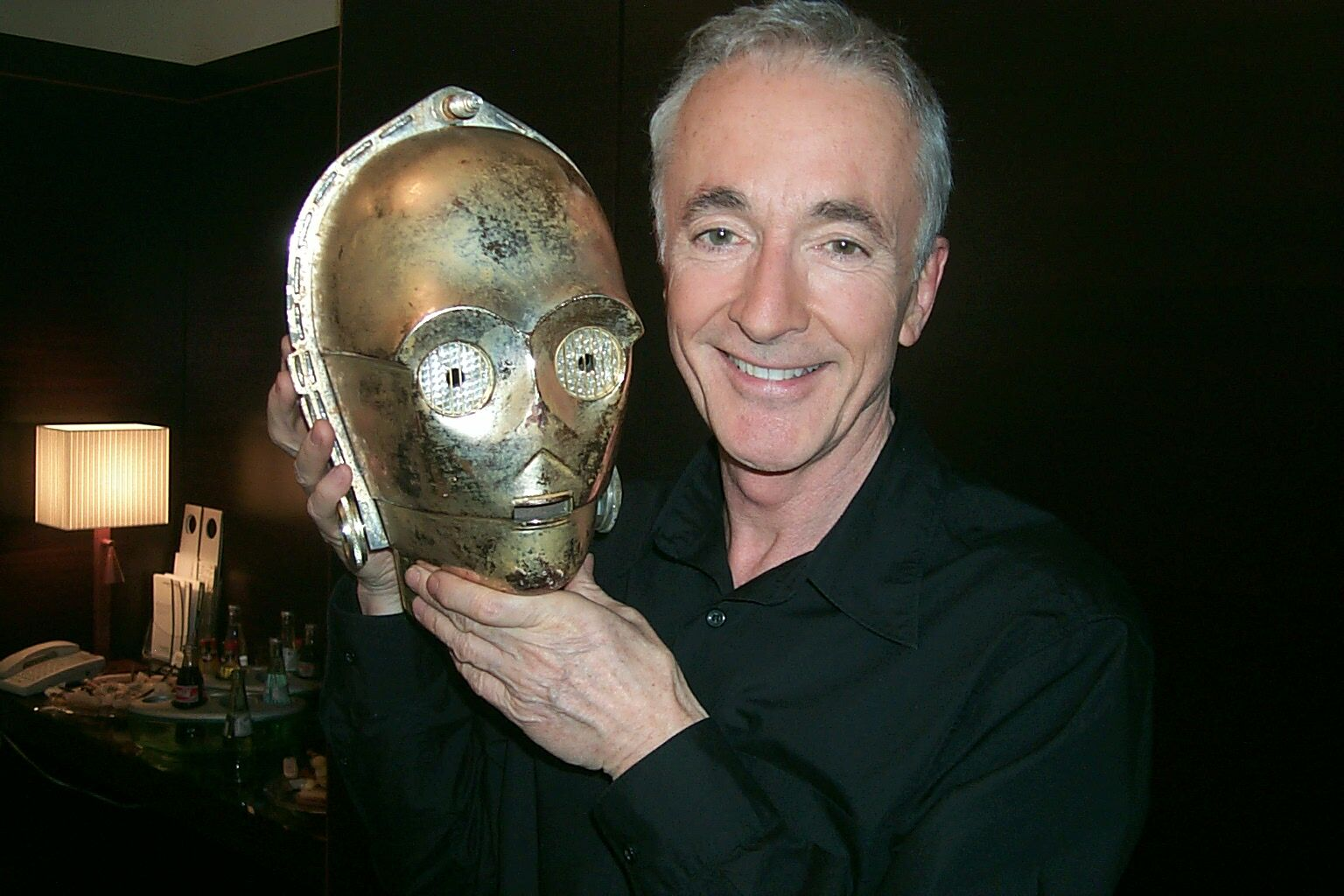
Anthony Daniels, odtwórca roli C-3PO

C-3PO (siːˈθriːpi.oʊ, nazywany także skrótowo 3PO) – droid grany przez Anthony’ego Danielsa w serii filmowej Gwiezdne wojny.
Tchórzliwy i zasadniczy robot protokolarny, którego zbudował Anakin Skywalker na planecie Tatooine. Wówczas zawiązała się jego oparta na wzajemnych przeciwieństwach przyjaźń z poznanym w otoczeniu królowej Amidali droidem nawigacyjno-naprawczym R2-D2. Wspólnie z R2-D2 przeżył wiele przygód, m.in. odkrył służącą Separatystom fabrykę droidów bojowych na Geonosis.
Po wielu latach oba automaty służyły także na Tantive IV, statku księżniczki Lei, która wysłała je z misją odnalezienia Obi-Wana Kenobiego i przekazania mu prośby o pomoc rebeliantom. Po wylądowaniu na Tatooine poprzez handlarzy złomem trafiły do rąk Luke’a Skywalkera. Obwołany bogiem przez Ewoki, rdzennych mieszkańców księżyca Endor.